# Новый двор (Киев)
Новый двор — упоминаемый в русских летописях княжеский двор в средневековом Киеве. Согласно основной версии, поддержанной П. А. Раппопортом, Ю. С. Асеевым и Б. А. Рыбаковым, он находился в Копыревом конце на мысу у его северной оконечности, в районе современной улицы Вознесенский спуск. В рамках этой версии Новый двор был построен в середине XII века великим князем Святославом Всеволодовичем недалеко от Симеоновского монастыря — родового монастыря черниговских князей Ольговичей. Одной из видных построек Нового двора являлась Васильевская церковь, возведённая при великом князе Рюрике Ростиславиче в конце XII века.
Наряду с основной версией существуют менее распространённые версии. Так, летописный Новый двор отождествляют с Великим Ярославовым двором, либо с локализуют по соседству с Софийским собором. Ещё одна версия — расположение около Кирилловского монастыря.